# Callopistria nervurata
Callopistria nervurata är en fjärilsart som beskrevs av François Louis Nompar de Caumont de Laporte 1974. Callopistria nervurata ingår i släktet Callopistria och familjen nattflyn. Inga underarter finns listade i Catalogue of Life.